# Oceans Apart
| Совокупная оценка    | Совокупная оценка |
| Источник             | Оценка            |
| -------------------- | ----------------- |
| Metacritic           | 85/100            |
| Оценки критиков      |                   |
| Источник             | Оценка            |
| AllMusic             | [ 2 ]             |
| Blender              | [ 3 ]             |
| Entertainment Weekly | A−                |
| The Guardian         | [ 5 ]             |
| Mojo                 | [ 6 ]             |
| Pitchfork            | 7.0/10            |
| Rolling Stone        | [ 8 ]             |
| Spin                 | B+                |
| Uncut                | [ 10 ]            |
| The Village Voice    | A                 |

Oceans Apart — девятый и финальный студийный альбом австралийской рок-группы The Go-Betweens. Он был выпущен 3 мая 2005 года лейблами LO-MAX Records и EMI. Все песни написаны Грантом Макленнаном и Робертом Форстером. Альбом записывался в студии Good Luck Studios в Лондоне с ноября 2004 года по январь 2005 года, за исключением «Boundary Rider», который был записан в студии звукозаписи The White Room в Брисбене.

## История
Концертные записи для бонусного диска были сделаны в лондонском концертном зале «Барбикан» 27 июня 2004 года.
Альбом получил награду «Adult Contemporary Album» на музыкальной премии ARIA Music Awards 2005 года.
Многие рецензенты и поклонники жаловались на агрессивно громкий и искажённый мастеринг первого релиза Джона Эстли, настолько, что Lo-Max предложил обменять оригинал на более новую версию, где проблема менее очевидна.
Позже Фостер утверждал, что «Darlinghurst Nights» была песней, написанной им больше всего за всю его карьеру. Он сказал: «Мне очень нравилось писать текст, и я смог просто вовлечь в него всех этих людей — Фрэнка Брунетти, который раньше играл в Died Pretty и был музыкальным журналистом в RAM; Клинтона Уокера. Это песня, которую никто другой не смог бы написать, кроме меня — к лучшему или к худшему».
Макленнан сказал: «Мы больше не хотели оставаться на периферии. Мы хотели вернуться в водоворот — в Лондон, в его энергетику, в конкуренцию. Мы записали достаточно пластинок и прослушали достаточно записей других людей, чтобы понять, что эта — чертовски хорошая».

## Отзывы
Альбом получил положительные отзывы музыкальной критики и интернет-изданий. На Metacritic альбом имеет рейтинг «мета-оценки» 85 баллов из 100, основанный на 23 рецензиях, что подразумевает «всеобщее признание» критиков. Сайт назвал его 22-м по количеству отзывов альбомом 2005 года.

## Список композиций
1. «Here Comes a City» — 3:25
2. «Finding You» — 4:02
3. «Born to a Family» — 3:08
4. «No Reason to Cry» — 3:53
5. «Boundary Rider» — 2:45
6. «Darlinghurst Nights» — 6:18
7. «Lavender» — 3:09
8. «The Statue» — 4:25
9. «This Night’s for You» — 4:25
10. «The Mountains Near Dellray» — 3:28

### Bonus disc
1. «People Say» (Live) — 3:31
2. «He Lives My Life» (Live) — 4:03
3. «The Wrong Road» (Live) — 5:17
4. «Bye Bye Pride» (Live) — 4:54
5. «When People Are Dead» (Live) — 4:45
6. «Streets of Your Town» (Live) — 3:36